# Taracticus geniculatus
Taracticus geniculatus är en tvåvingeart som först beskrevs av Jacques-Marie-Frangile Bigot 1878.  Taracticus geniculatus ingår i släktet Taracticus och familjen rovflugor. Inga underarter finns listade i Catalogue of Life.